# 林漢強
林漢強，OBE，JP（1940年4月25日—2021年1月1日）已故香港佛教聯合會副會長兼佛教醫院管理委員會主席、證券商協會副主席。曾任南區區議員。1984年至1985年任香港立法局非官守議員。1981年獲委任為太平紳士。1993年獲頒授英帝國官佐勳章。
2021年1月1日因病辭世。